# Antoniuskirche (Basel)

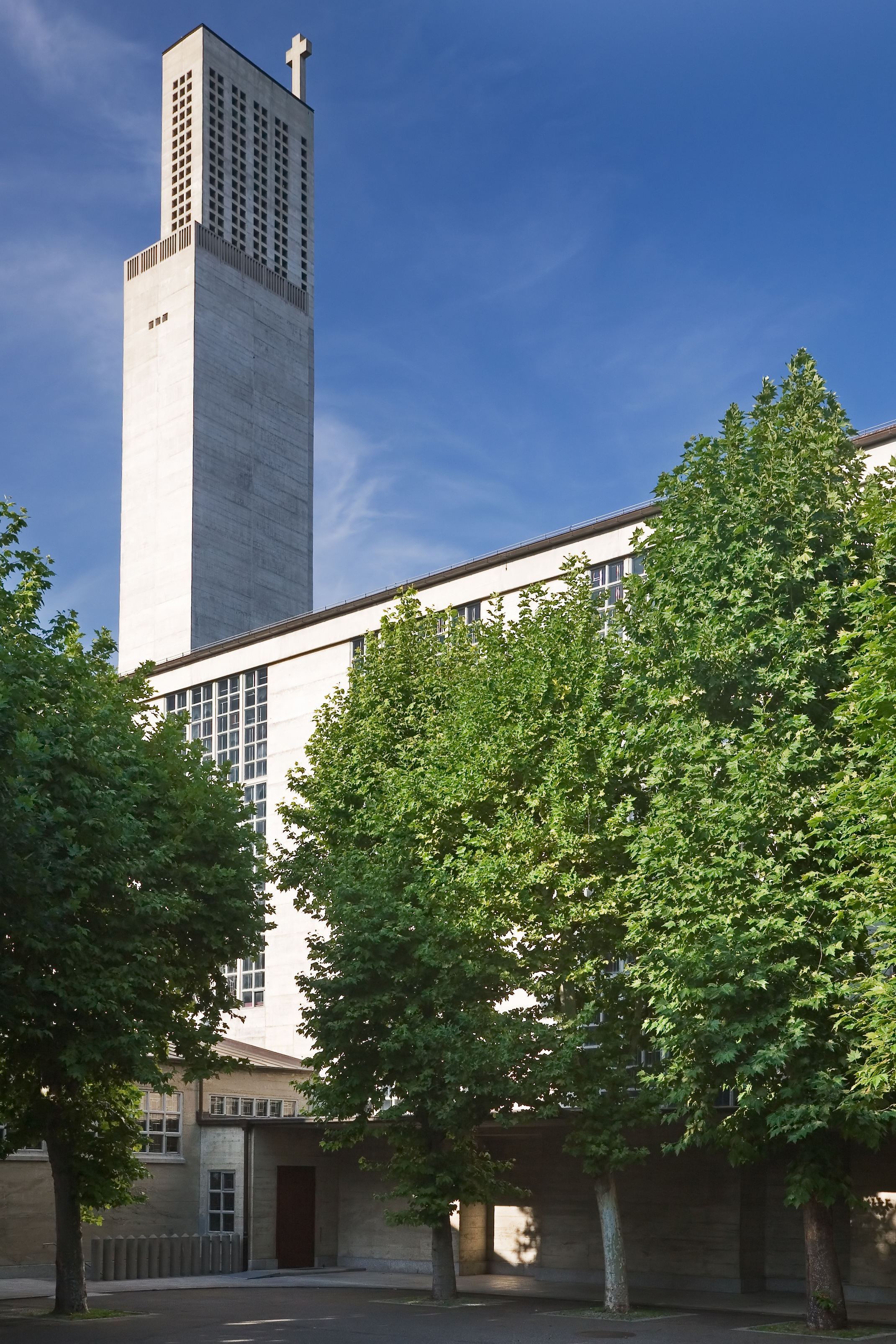
Aussenansicht der Kirche

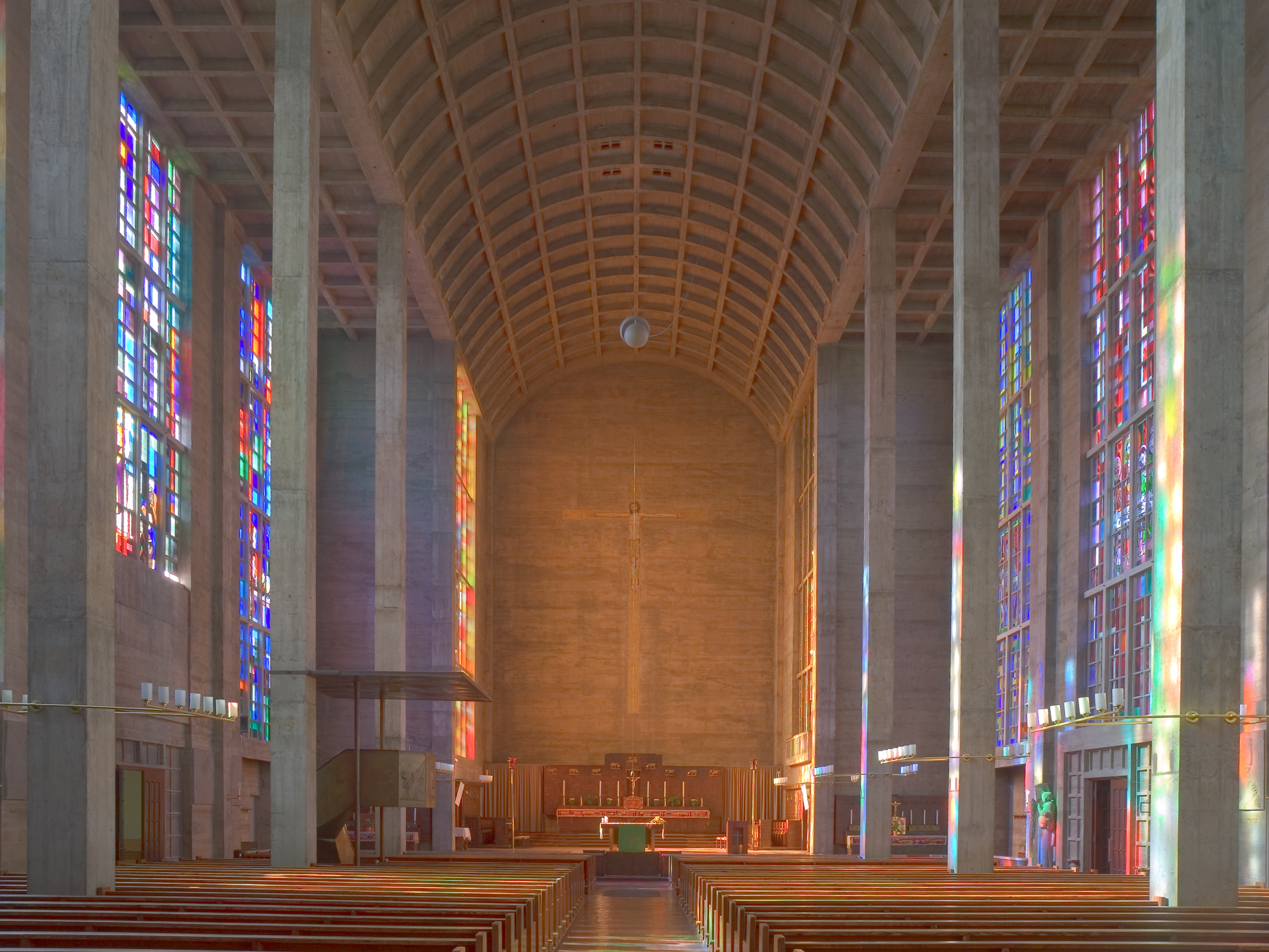
Innenansicht

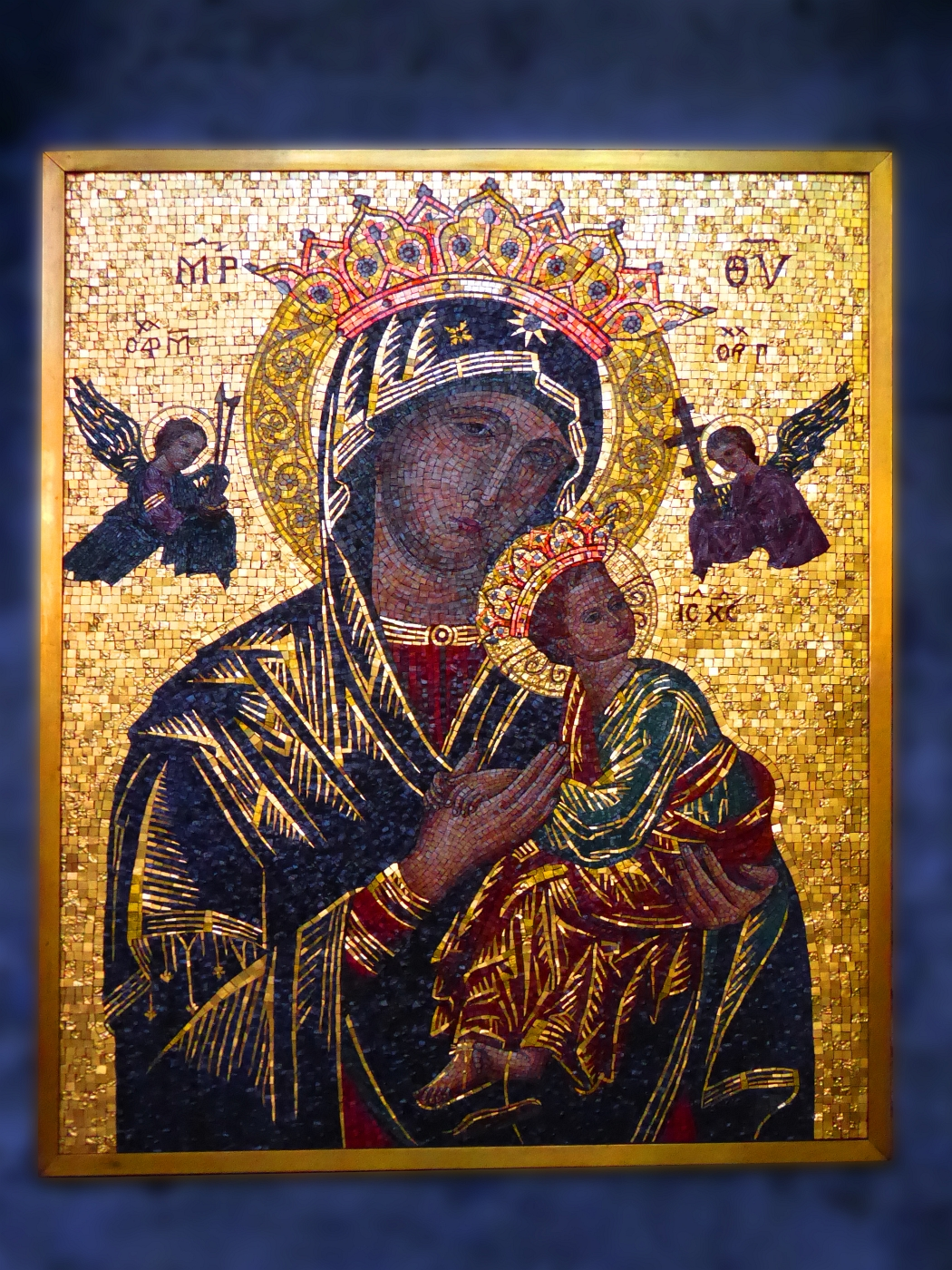
Ikone der Maria mit Jesuskind

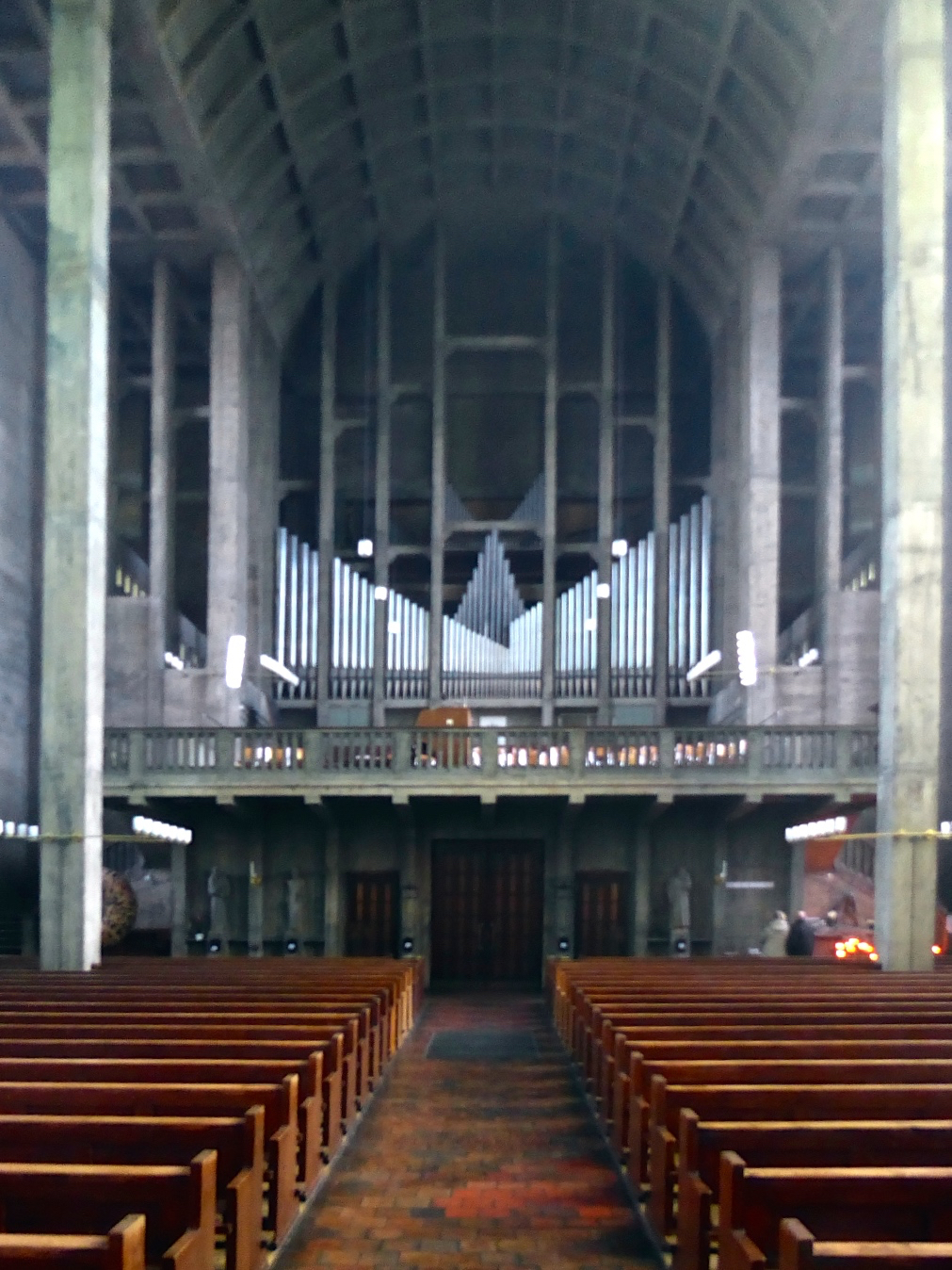
Empore mit Orgel (Freipfeifenprospekt)

Die Antoniuskirche (auch Kirche St. Anton) ist eine römisch-katholische Kirche in der Schweizer Stadt Basel.  Sie befindet sich im St.-Johann-Quartier und ist dem Heiligen Antonius von Padua geweiht.
Die Kirche wurde zwischen 1925 und 1927 als erste reine Betonkirche der Schweiz vom Architekten Karl Moser und der Baufirma G. Doppler und Sohn in schalungsrohem Sichtbeton erbaut. Am 13. September 1931 fand die Kirchweihe durch Bischof Joseph Ambühl statt. Der Bau wurde in den Anfangsjahren auch in spöttischer Weise als Seelensilo bezeichnet.

## Architektur
Das Äussere der Antoniuskirche zeigt sich als geschlossene Gesamtform, zusammengesetzt aus drei Hauptteilen: dem Portal, dem Längsbau und dem Glockenturm. Der Grundriss der Kirche ist rechteckig und hat die Masse von 60 mal 22 Meter. Die Höhe misst 22 Meter. Der Kirchenkörper fügt sich beidseits ganz in mehrstöckige Wohnhäuser ein, ist aber durch seinen höheren First, die Eingangspartie und den Turm herausgehoben. Die Turmhöhe beträgt 62 Meter, wobei die Glockenstube alleine mit ihren fünf Glocken 12 Meter misst. Über allem befindet sich ein hohes Betonkreuz.
Im Innern ist alles funktional durchgestaltet. Acht schlanke Betonpfeiler tragen das Tonnengewölbe und die kassettierten Flachdecken der schmalen Seitenschiffe. Bedingt durch die Beichtstühle im Innern treten sechs Kuben leicht aus dem Gesamtkubus vor. Bei ihnen erheben sich die von drei senkrechten und drei waagrechten Betonsprossen unterteilten Fenster, welche je 4,80 m breit und 13,80 m hoch sind und den Innenraum durch ihre Farbigkeit und die dadurch entstehenden Lichtwirkungen wesentlich prägen. Die hohen Farbfenster geben, in Zusammenspiel mit dem Rot-Braun des Klinkerbodens aus Lausener Ton, dem Kircheninnern einen eigentümlichen, einladenden Charakter. Der Chor ist wenig geräumig und stark möbliert. Gegenüber liegt die Sängerempore samt Orgel. Alle Konstruktionsteile, aussen wie innen, blieben schalungsroh und unverputzt.

## Ausstattung
Die Ausstattung wurde hauptsächlich vom Architekten Moser mitbestimmt, der die Entwürfe für Altar, Kreuz und Kanzel zeichnete.
Den Kreuzweg hat der Bildhauer Max Uehlinger (* 1894 in Zürich, † 1981 in Minusio) in Stein gehauen, das in Messing getriebene Kranzrelief stammt von Franz Herger.
Ein besonderes Augenmerk lag auf den elf Fenstern, für die ein Wettbewerb ausgeschrieben wurde. Die Hauptkriterien waren: eine Gesamtfläche von 70 m², Antikglas als zu verwendendes Material und die untere Hälfte sollte ein Figurenfeld zum Leben des Antonius und Jesus zeigen. Hans Stocker und Otto Staiger reichten unabhängig voneinander Entwürfe ein und wurden in der Folge beauftragt, die Fenster auszuführen. 1930 waren sie fertiggestellt.

## Orgel
Die grosse Orgel wurde in den Jahren 1930 und 1931 von der heute nicht mehr bestehenden Firma Orgelbau Willisau AG (LU) erbaut und am 6. September 1931 geweiht. Das Instrument mit fast 5000 Pfeifen ist die erste Grossorgel der Nordwestschweiz mit elektro-pneumatischer Traktur. Die 62 klingenden Register sind verteilt auf Hauptwerk, Positiv, Schwellwerk und Pedal. Seit 1961 hat das Instrument einen fahrbaren Spieltisch. Die Disposition stammt von dem Berner Orgelexperten Ernst Schiess (1894–1981) und lautet wie folgt:
| I Hauptwerk C–g3 |                      |       |
| 1.               | Principal            | 16′   |
| 2.               | Principal            | 8′    |
| 3.               | Gedackt              | 8′    |
| 4.               | Gemshorn             | 8′    |
| 5.               | Flauto Major         | 8′    |
| 6.               | Octave               | 4′    |
| 7.               | Nachthorn offen      | 4′    |
| 8.               | Spitzflöte           | 4′    |
| 9.               | Quinte               | 2 ⁄3′ |
| 10.              | Superoctave          | 2′    |
| 11.              | Spillflöte           | 2′    |
| 12.              | Mixtur major VI–VIII | 2′    |
| 13.              | Mixtur minor IV      | 1⁄2′  |
| 14.              | Cornet V b f         | 8′    |
| 15.              | Bombarde             | 16′   |
| 16.              | Trompete             | 8′    |
| 17.              | Clarine              | 4′    |

| II Positiv C–g3 |                 |       |
| 18.             | Gedackt         | 16′   |
| 19.             | Principal       | 8′    |
| 20.             | Gedackt         | 8′    |
| 21.             | Quintatön       | 8′    |
| 22.             | Octave          | 4′    |
| 23.             | Rohrflöte       | 4′    |
| 24.             | Nasat           | 2 ⁄3′ |
| 25.             | Superoctave     | 2′    |
| 26.             | Nachthorn offen | 2′    |
| 27.             | Larigot         | 1 ⁄3′ |
| 28.             | Scharf V–VIII   | 1′    |
| 29.             | Zimbel III      | 1⁄5′  |
| 30.             | Krummhorn       | 8′    |
| 31.             | Schalmei        | 4′    |
|                 | Tremulant       |       |

| III Schwellwerk C–g3 |                      |       |
|                      | Gedackt (aus SW)     | 16′   |
| 32.                  | Principal            | 8′    |
| 33.                  | Zartgedackt          | 8′    |
| 34.                  | Salicional           | 8′    |
| 35.                  | Unda maris           | 8′    |
| 36.                  | Octave               | 4′    |
| 37.                  | Blockflöte           | 4′    |
| 38.                  | Quintatön            | 4′    |
| 39.                  | Sesquialtera         | 2 ⁄3′ |
| 40.                  | Waldflöte            | 2′    |
| 41.                  | Sifflöte             | 1′    |
| 42.                  | Mixtur VI            | 1 ⁄3′ |
| 43.                  | Zimbel IV            | 1⁄5′  |
| 44.                  | Fagott               | 16′   |
| 45.                  | Trompette harmonique | 8′    |
| 46.                  | Oboe                 | 8′    |
| 47.                  | Clairon harmonique   | 4′    |
|                      | Tremulant            |       |

| Pedal C–f1 |                  |        |
| 48.        | Subbass          | 32′    |
| 49.        | Principal        | 16′    |
| 50.        | Subbass          | 16′    |
| 51.        | Gemshorn         | 16′    |
|            | Gedackt (aus SW) | 16′    |
| 52.        | Principal        | 8′     |
| 53.        | Gedackt          | 8′     |
| 54.        | Gemshorn         | 8′     |
| 55.        | Octave           | 4′     |
| 56.        | Nachthorn        | 4′     |
| 57.        | Flöte            | 2′     |
| 58.        | Mixtur VIII      | 5 1⁄3′ |
| 59.        | Posaune          | 16′    |
| 60.        | Dulcian          | 16′    |
| 61.        | Trompete         | 8′     |
| 62.        | Clarine          | 4′     |

- Koppeln: III/II, III/I, II/I, III/P, II/P, I/P
- Spielhilfen: Generalkoppel, Crescendo-Tritt, Einzelabsteller für Zungen 32’ und 16’, 2 freie Kombinationen, 3 feste Kombinationen

## Glocken
Im Jahr 1933 wurde der Turm mit fünf Glocken bestückt. Die grösste Glocke wurde von der Pfarrei gestiftet, die anderen von Einzelpersonen oder Familien. Alle wurden von der Glockengiesserei H. Rüetschi aus Aarau gegossen. Die Glocken bilden zusammen ein Salve-Regina-Motiv mit verdoppeltem Grundton.
| Nr. | Name                        | Masse   | Schlagton |
| 1   | Hl. Antonius von Padua      | 4956 kg | As0       |
| 2   | Maria, die Unbefleckte      | 2437 kg | c1        |
| 3   | Hl. Theresia vom Kinde Jesu | 1415 kg | es1       |
| 4   | Hl. Elisabeth               | 1031 kg | f1        |
| 5   | Christkönig                 | 0616 kg | as1       |

## Renovationen
Schon bald nach der Fertigstellung der Kirche zeigten sich Schäden, da die Armierungseisen nicht genügend überdeckt waren, der Beton über dem rostenden Eisen abplatzte und Querstäbe der grossen Fenster aussandeten. Der Einfluss wachsender Luftverschmutzung verschlimmerte dabei alles noch. 1950 musste der Glockenturm mit Spritzbeton gesichert werden und 1962 wurde an vielen Stellen das Kirchenschiff ausgebessert. 1973 musste der Turm saniert werden und im Jahr 1981 entschloss man sich, die restlichen Bereiche der Kirche einer durchgehenden Renovierung zu unterziehen.

Bilder
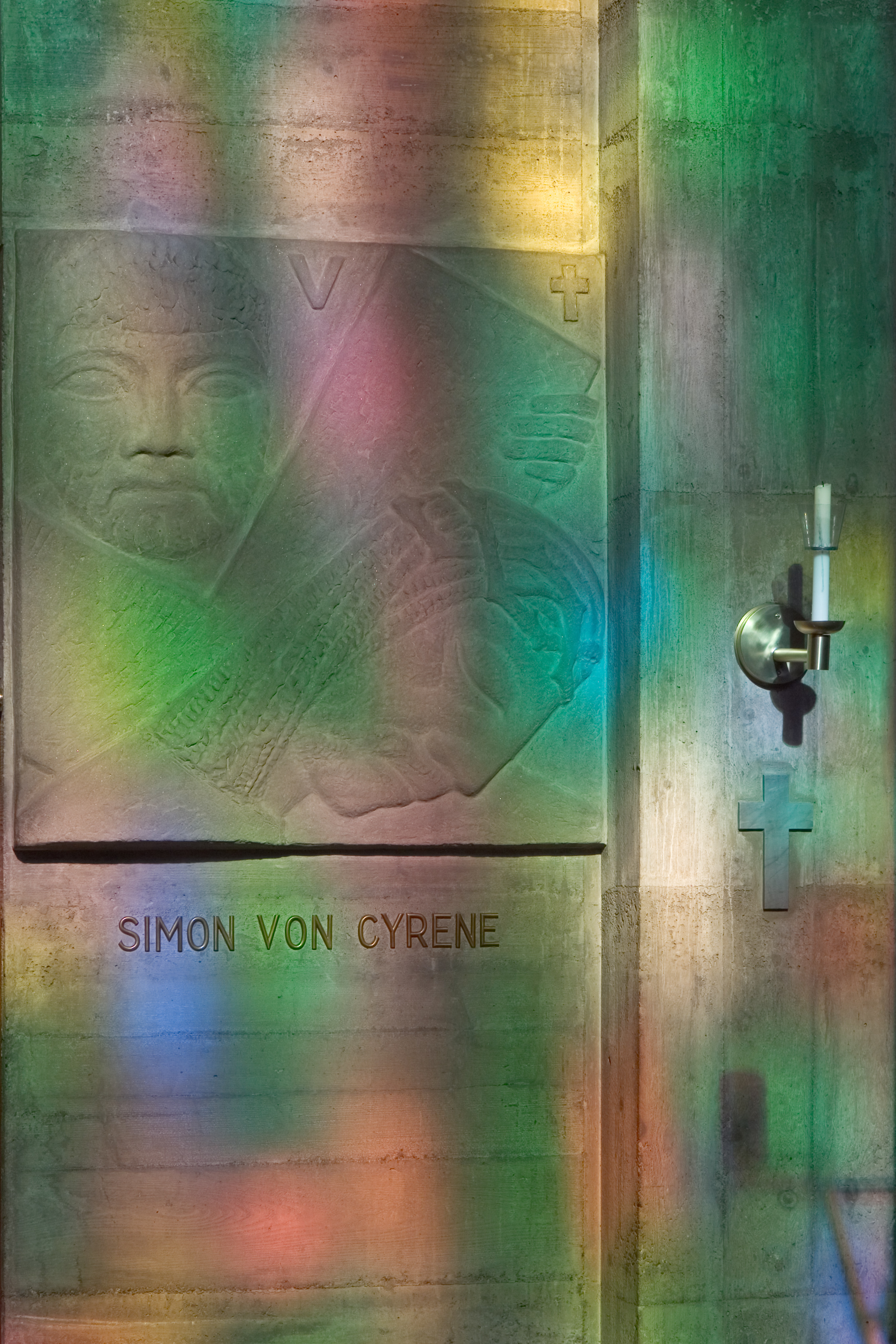
Seitenwandrelief: Simon von Kyrene, die fünfte Station des Kreuzweges
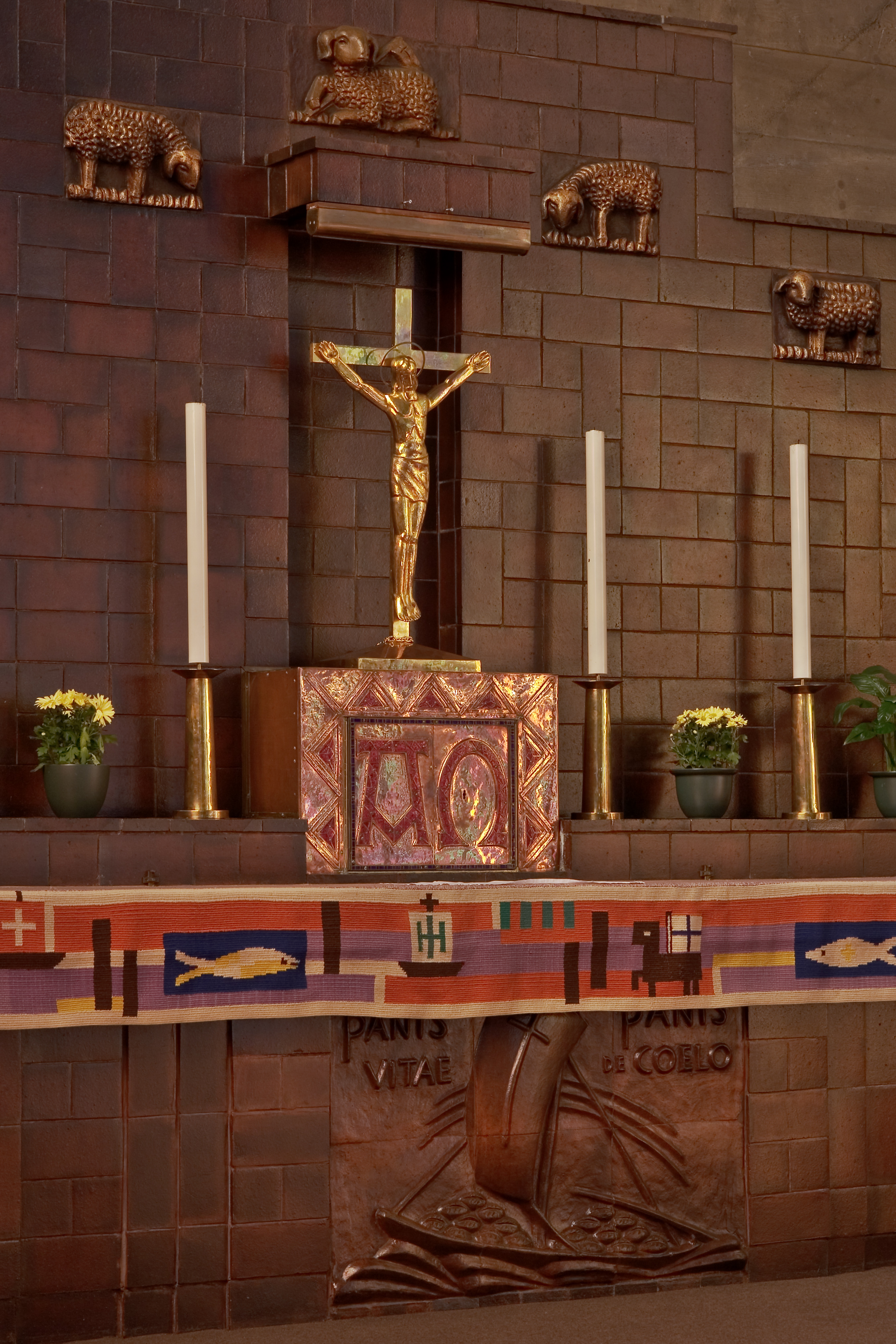
Tabernakel im Chor
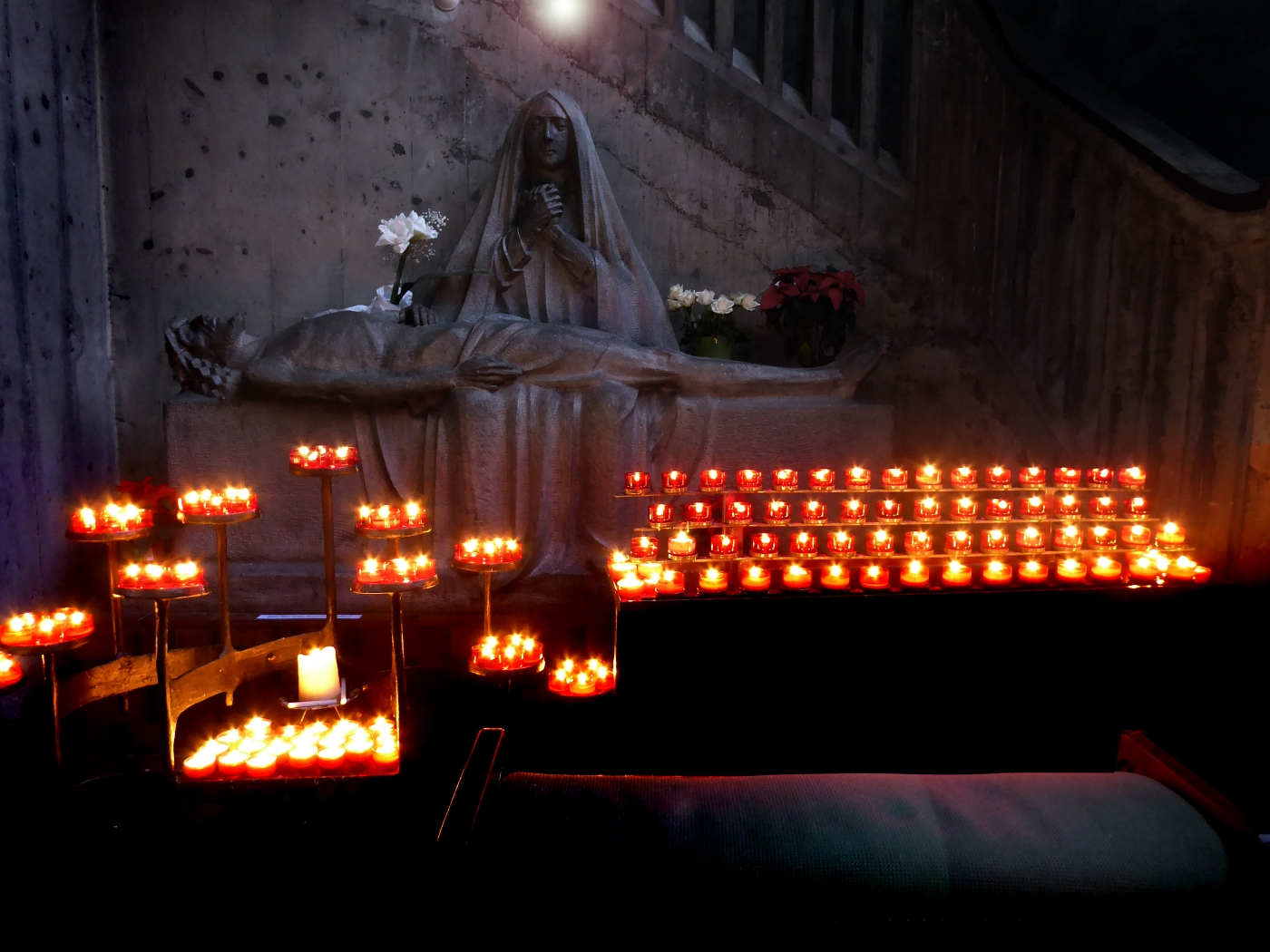
Marien-Andachtsaltar
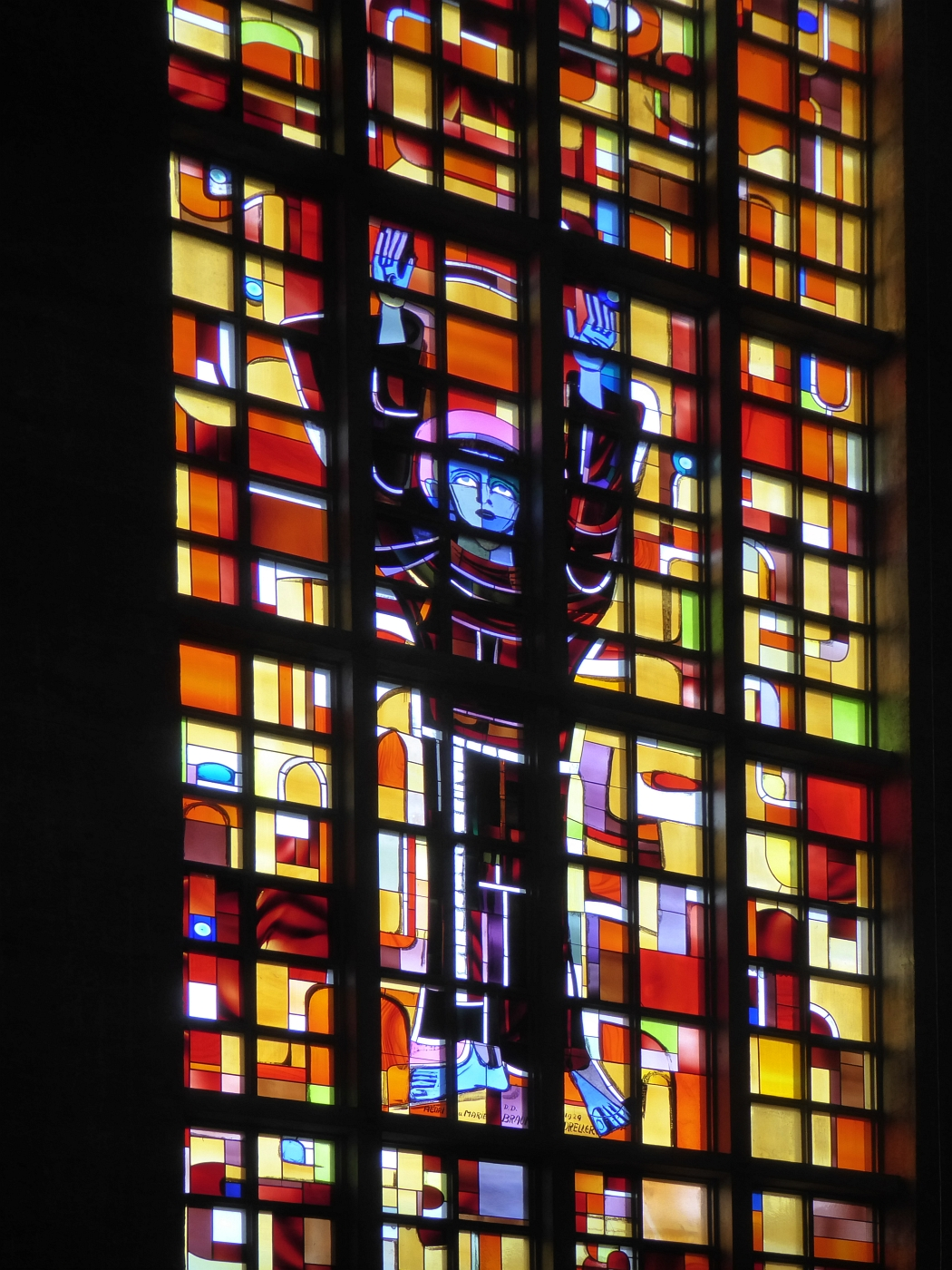
Kirchenfenster